# Enneapterygius clea
Enneapterygius clea és una espècie de peix de la família dels tripterígids i de l'ordre dels perciformes.

## Morfologia
- Els mascles poden assolir 3,2 cm de longitud total.[1][2]

## Hàbitat
És un peix marí de clima tropical i associat als esculls de corall que viu entre 4-24 m de fondària.

## Distribució geogràfica
Es troba a Queensland (Austràlia).